# 324 î.Hr.

## Decese
- iunie: Bucefal  (n. 354 î.Hr.)